# جاده ئی۸۰ اروپا

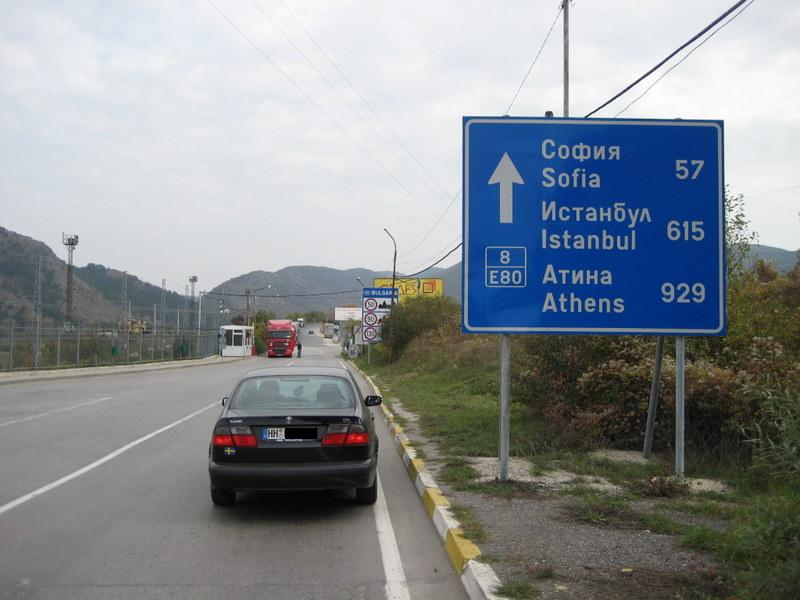
جاده ئی۸۰ اروپا در ترکیه

جاده ئی۸۰ اروپا (به انگلیسی: European route E80) یکی از جاده‌های اصلی قاره اروپا است.
این جاده که از شهر لیسبون (پرتغال) شروع شده، در شهر گوربولاک (ترکیه) به پایان می‌رسد و ۶۱۰۲ کیلومتر مسافت دارد.